# فجر السعيد
فجر السعيد ( من مواليد 23 سبتمبر 1967 ), كاتبة دراما ومنتجة وإعلامية كويتية ومالكة قناة سكوب سابقًا والي تم إغلاقها عام 2022 اشتهرت بكتابتها التي تتناول قضايا اجتماعية مثيرة للجدل,تم الحكم عليها بالسجن ثلاث سنوات بسبب دعوتها للتطبيع الذي يخالف قانون دولة الكويت. بعد خسارتها في إنتخابات مجلس الأمة في سبتمبر 2022 صرحت إنها تريد اعتزال السياسة ولكن لم تلبث سوى أيام معدودة حتى تخلت عن كلامها.

## حياتها
في البداية كانت تكتب في الإذاعة، إلا أن شهرتها وظهور اسمها بدأ مع أول عمل كتبته للتلفزيون وهو مسلسل القرار الأخير. وبالإضافة إلى كونها كاتبةً فإنها تقوم بإنتاج أعمالها بنفسها عن طريق شركتها سكوب سنتر للإنتاج الفني. وفي 7 يوليو 2007 افتتحت قناة تلفزيونية هي قناة سكوب التي تتبع شركتها. في الوقت الحاضر لا يقتصر عمل شركتها على إنتاج الأعمال التي تكتبها فقط بل إنه منذ عام 2005 بدأت بالتوسع وإنتاج أعمال لكتّاب آخرين، وهي متوقفة عن كتابة النصوص الدرامية والإنتاج التلفزيوني منذ العام 2010.

### تقديم البرامج
في نوفمبر 2018 خاضت تجربة التقديم التلفزيوني خلال قناتها سكوب وذلك في البرنامج السياسي المنوع «هنا الكويت»، وفي شهر رمضان لعام 2019 قدمت برنامج «غبقة سكوب».

### انتخابات مجلس الأمة 2022
رشحت فجر السعيد نفسها في انتخابات مجلس الأمة الكويتي 2022 عن الدائرة الثالثة ووعدت في حال فوزها بالانتخابات ستنافس على رئاسة المجلس.لكنها خسرت خسارة فادحة حتى لم تنافس على النجاح بالمركز العاشر.

### إثارة الجدل
في ليلة رأس السنة الميلادية 2019، دعت السعيد إلى تطبيع العلاقات مع إسرائيل واستثمار رؤوس الأموال العربية فيها، كما أضافت في تغريدة لها عبر تويتر: «أتوقع السنة الميلادية الجديدة 2019 ستكون بإذن الله سنة خير وأمن وأمان... وبهذه المناسبة السعيدة، أحب أن أقول لكم إني أؤيد وبشده التطبيع مع دولة إسرائيل، والانفتاح التجاري عليها وإدخال رؤوس الأموال العربية للاستثمار وفتح السياحة، وخاصة السياحة الدينية، الأقصى وقبة الصخرة وكنيسة القيامة».
وفي 9 يناير 2019، أجرت السعيد مقابلة مع قناة «كان» الإسرائيلية وكررت دعوتها إلى تطبيع العلاقات مع إسرائيل وحول «السلام بين الشعوب العربية وإسرائيل». كما انتقدت الصواريخ التي أطلقتها المقاومة الفلسطينية في 14 مارس 2019 أثناء تصعيد عسكري إسرائيلي على قطاع غزة.

### مرضها
في يوليو 2019 أصيبت بتسمم بالدم بعد خضوعها لعملية تعديل مسار المعدة، أدى لحدوث نزيف داخلي حاد حيث نقلت للمستشفى وأُدخلت غرفة الإنعاش في حالة خطرة. وبعد أيام أمر أمير الكويت الشيخ صباح الأحمد الجابر الصباح نقلها إلى فرنسا لتلقي العلاج.

## حياتها الخاصة
هي شقيقة النائب السابق والشاعر والإعلامي طلال السعيد. في 21 مارس 2010 تزوجت من المحامي سعود السبيعي.

## السجن
في يناير 2025 تم حبسها على ذمة قضية الدعوة للتطبيع مع الكيان الصهيوني حيث أن القانون الكويتي يحظر التعامل مع هذا الكيان أو الدعوة للتطبيع معه. وفي 13 فبراير 2025 قضت محكمة الجنايات في الكويت، بحبسها 3 سنوات مع الشغل والنفاذ في قضية أمن دولة.

## أعمالها

### تأليف الأعمال
| سنة الإنتاج | اسم العمل                            | نوعه        | تصنيفه           | إخراج                     |
| ----------- | ------------------------------------ | ----------- | ---------------- | ------------------------- |
| 1997        | القرار الأخير                        | مسلسل       | دراما عائلية     | عبد العزيز المنصور العرفج |
| 1998        | دارت الأيام                          | مسلسل       | دراما عائلية     | عبد العزيز المنصور العرفج |
| 1999        | دروب الشك                            | مسلسل       | دراما عائلية     | عبد العزيز المنصور العرفج |
| 2001        | جرح الزمن                            | مسلسل       | دراما إجتماعية   | عامر الحمود               |
| 2002        | ثمن عمري                             | مسلسل       | دراما إجتماعية   | عبد الله البراك           |
| 2002        | قناص خيطان                           | مسرحية      | كوميديا إجتماعية | أحمد السلمان              |
| 2002        | دار الفلك                            | مسلسل إذاعي | كوميديا ساخرة    | عبد الله البراك           |
| 2003        | الحيالة                              | مسلسل       | كوميديا عائلية   | البيلي أحمد               |
| 2004        | دنيا القوي                           | مسلسل       | دراما إجتماعية   | البيلي أحمد               |
| 2005        | عديل الروح                           | مسلسل       | دراما سياسية     | رمضان علي                 |
| 2006        | الإمبراطورة                          | مسلسل       | دراما بوليسية    | نور الضوي                 |
| 2008        | دار الهوا                            | مسلسل       | دراما عائلية     | فراج الفراج               |
| 2009        | صوتك وصل (أوقف من قبل وزارة الإعلام) | مسلسل       | كوميديا سياسية   | فراج الفراج               |
| 2009        | عمك أصمخ (بعد إيقاف صوتك وصل)        | مسلسل       | كوميديا سياسية   | فراج الفراج               |
| 2010        | صوتك وصل 2                           | مسلسل       | كوميديا سياسية   | فراج الفراج               |

## الجوائز
- 2021:  الكويت - جائزة أوسكار للإبداع الإعلامي من «مهرجان نجوم الفن والإعلام».[12]